# Nobel Center

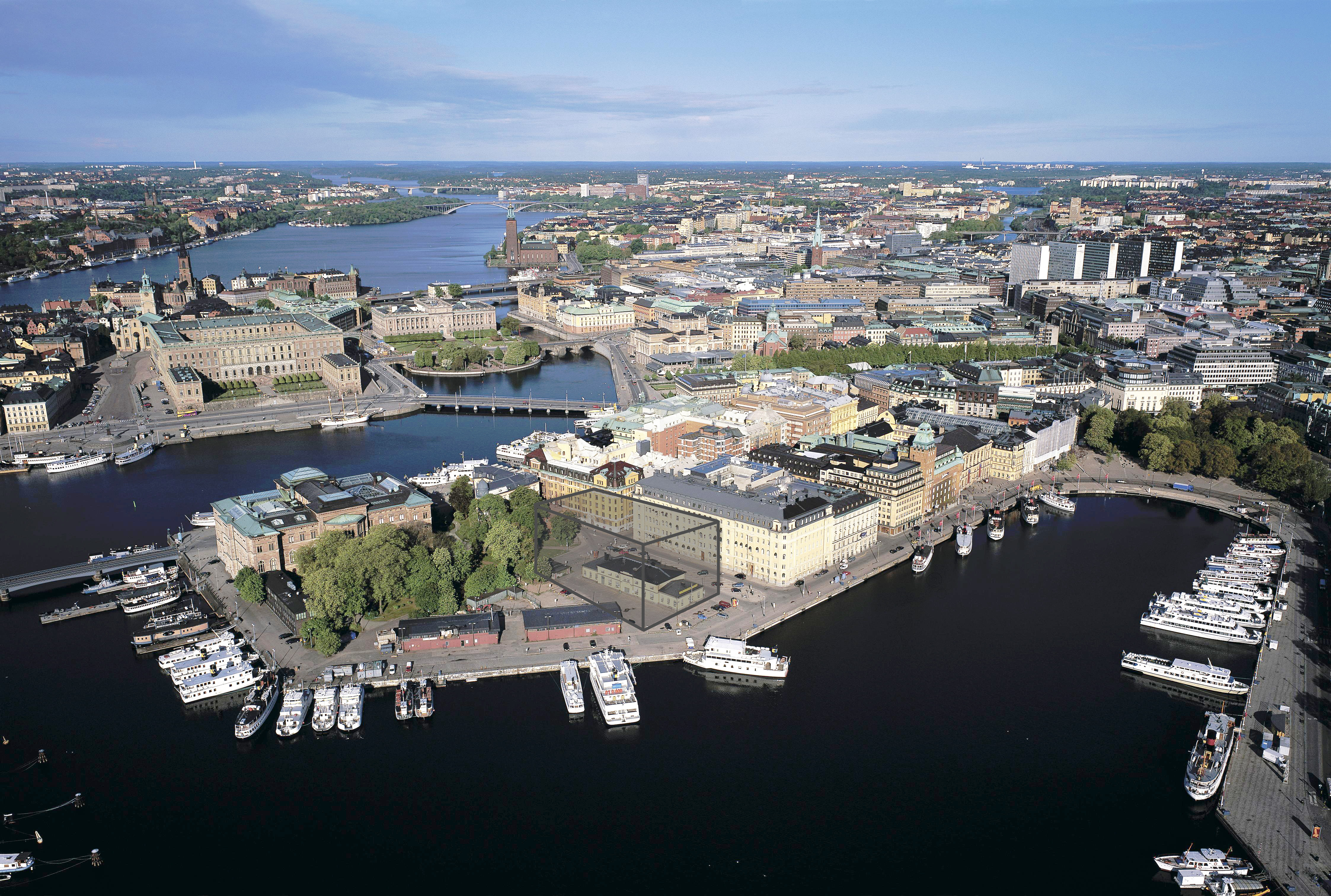
Platsen för Nobelcenter på Blasieholmen. Byggvolymen är inlagd med grå färg.

Nobel Center, tidigare Nobel Prize Center, var en planerad byggnad för den publika verksamheten kring Nobelpriset. Byggnaden skulle ha byggts på Blasieholmen i Stockholms innerstad för att ersätta  Stockholms konserthus som lokal för prisutdelningsceremonin samt Nobelmuseet i Gamla stan. Dessutom skulle där finnas lokaler för utställningar, möten och evenemang samt bibliotek, restaurang och butiker. 

## Allmänt
Centrets gestaltning föregicks av en arkitekttävling, där David Chipperfields och Christoph Felgers förslag utsågs till vinnare. Byggstart var ursprungligen tänkt år 2016 med planerad invigning i december 2019. Processen fördröjdes beroende på att detaljplaneförslagen överklagades i alla instanser. I maj 2018 upphävdes stadens antagna detaljplan av Mark- och miljödomstolen.. Stockholms stad överklagade domen till Mark- och miljööverdomstolen, men efter valet 2018 beslutade en nybildad majoritet i Stockholms stadshus att återkalla stadens överklagande. Därför avskrev Mark- och miljööverdomstolen målet den 11 december 2018 med följden att bygget av Nobelcenter slutligen avfördes. Efter byggstoppet bytte nuvarande Nobelmuseet namn till Nobel Prize Museum.
Den 7 februari 2020 presenterades ett nytt förslag, där Nobelcentret i stället placeras på Stadsgårdskajen i anslutning till Slussen på Södermalm.

## Bakgrund

### Nobelpalatset

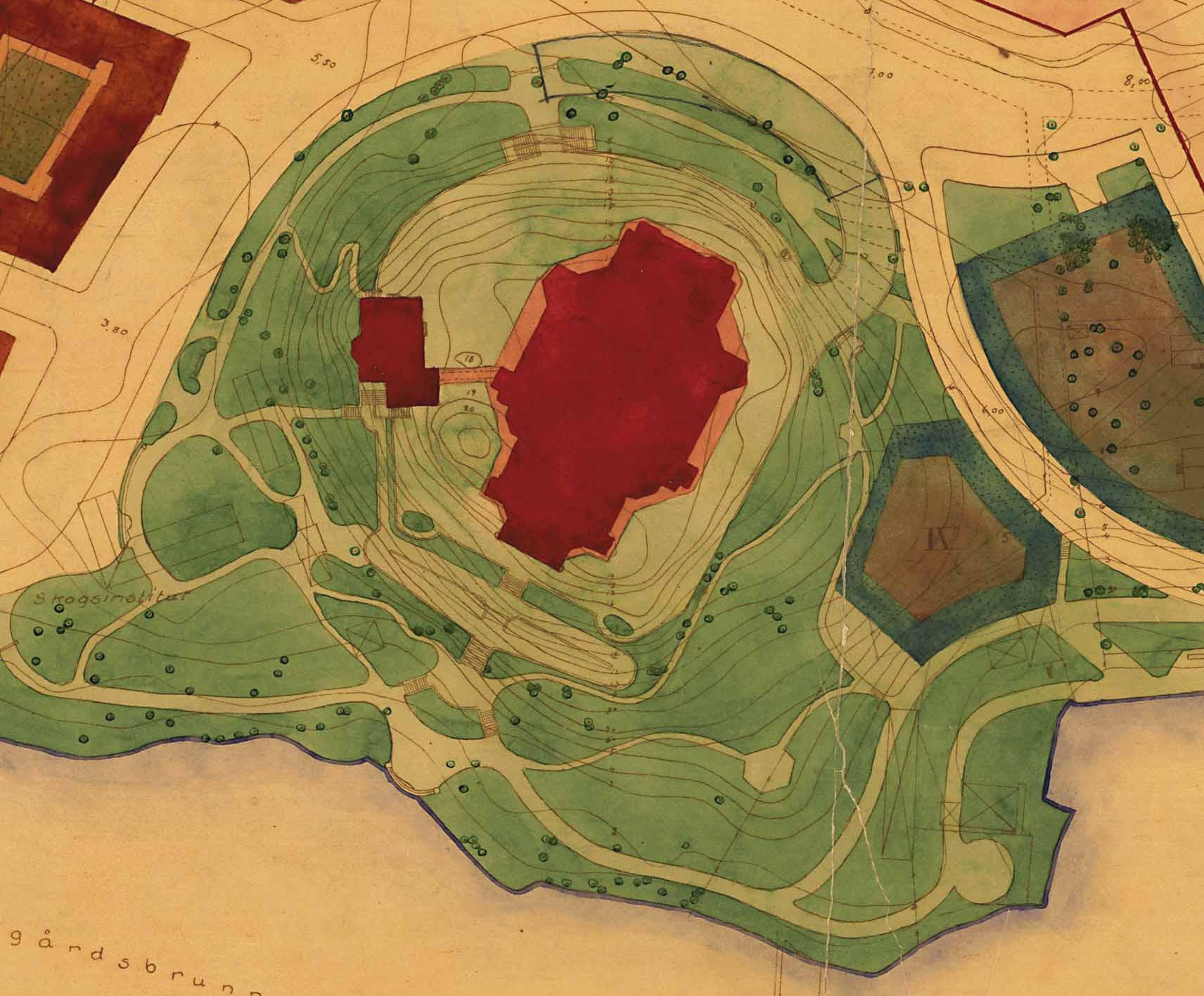
Per Olof Hallmans stadsplan från 1911. Nobelpalatset syns i rött, mitt i Nobelparken.

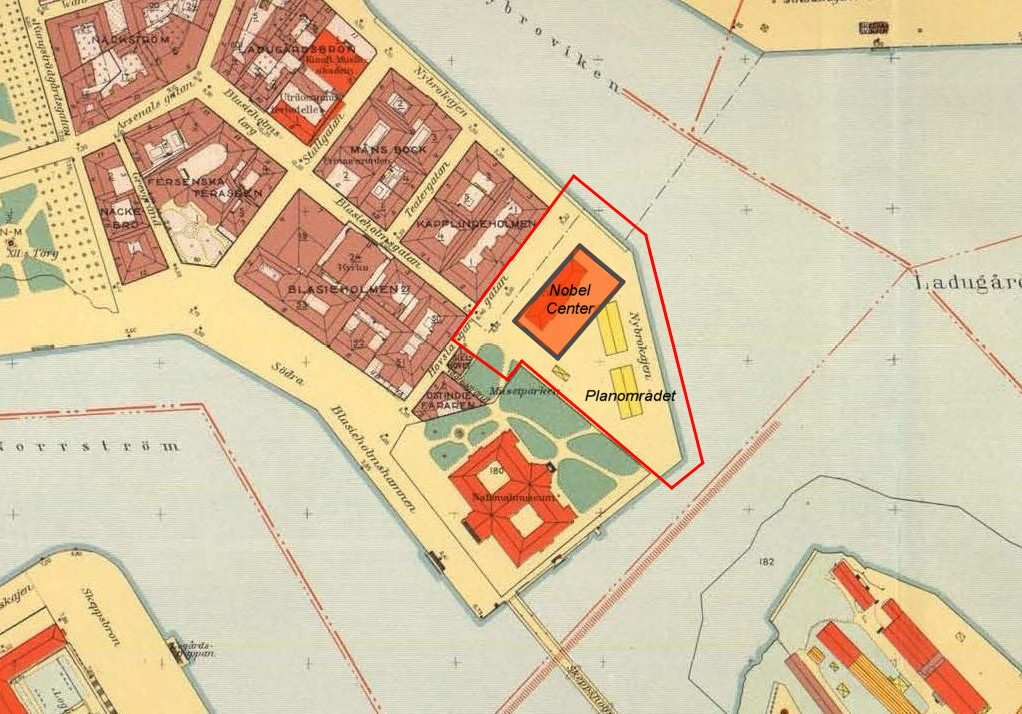
Del av 1940 års karta över Stockholm visande Blasieholmen med det på 2010-talet planerade Nobelcenter inritat.

I Nobelstiftelsens övergångsstadgar fanns inskrivet att stiftelsen skulle bygga en ”förvaltningslokal jämte högtidssal”. Efter en del diskussion om var en sådan byggnad skulle kunna ligga fick Nobelstiftelsen möjlighet att lägga den på Ladugårdsberget på Östermalm, nuvarande Nobelparken. Arkitekten Ferdinand Boberg fick i uppdrag att utreda hur byggnad för Nobelstiftelsen på platsen skulle kunna se ut. Hans förslag som av pressen kom att kallas Nobelpalatset lades fram hösten 1911. Förslaget mötte hård kritik från arkitekter och visade att Bobergs ställning som Sveriges ledande arkitekt vid denna tid blev allt mer ifrågasatt av en yngre generation. Kritiken riktade särskilt in sig på att byggnaden hade en för internationell karaktär. Förslaget uppskattades samtidigt av många som menade att Nobelpriset behövde representeras av en monumental byggnad.
Nobelstiftelsens styrelse ansåg emellertid att kostnaderna för byggnaden blev för höga och beslöt att inte gå vidare med Bobergs ritningar. 1918 beslutade stiftelsen att prisutdelningen skulle kunna äga rum i antingen någon av de planerade byggnaderna Stockholms konserthus eller Stockholms stadshus och därför kunde man tills vidare nöja sig med en mindre lokal. För ändamålet inköptes en fastighet vid Sturegatan. Prisutdelningen och festligheterna kom sedermera att delas mellan Konserthuset respektive Stadshuset.

### Nobelcenter
År 2001 invigdes Nobelmuseet i Börshuset. Planer på en större anläggning som kunde inrymma samtliga verksamheter fanns under 1990-talet utan att konkretiseras.
I december 2011 tecknades en avsiktsförklaring mellan Stockholms stad och Nobelstiftelsen om att gemensamt verka för tillkomsten av ett Nobelcenter vid Nybroviken. Nobelhuset AB, som ägs av stiftelsen, fick i augusti 2012 en markanvisning på Blasieholmen där de enligt nuvarande planer skall uppföra byggnad med bruttoarea på omkring 20.000 m², men Nobelstiftelsens ambition har senare minskats till en våningssyta på 12 400 m² ovan jord.
Den totala kostnaden beräknades till 1,2 miljarder kronor. Grundfinansieringen säkrades genom donationer på 800 miljoner från familjen Erling Perssons stiftelse och familjen Wallenbergs Knut och Alice Wallenbergs Stiftelse. Stockholms stad bidrog med tomten. Vid centrets färdigställande fanns 30 miljoner i årligt statsbidrag garanterat åt verksamheten. Byggstarten av Nobelcenter sköts upp vid flera tillfällen, på grund av utredningar och överklaganden.

## Arkitekttävling och den föreslagna byggnaden

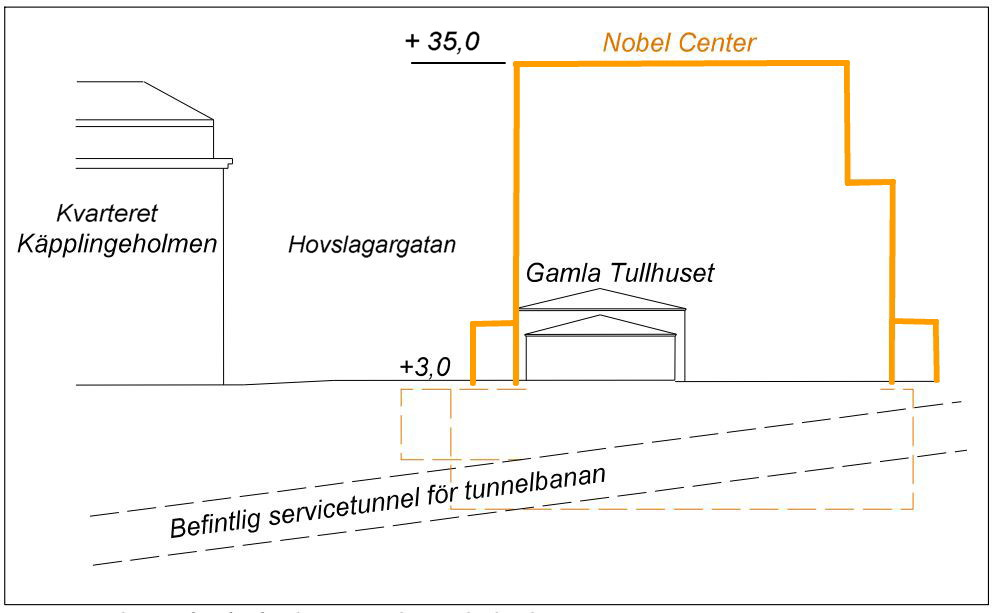
Principsektion för planerade Nobelcenter.

Utformningen av centret och det offentliga rummet inom tävlingsområdet var resultat av en internationell arkitekttävling. I ett första steg inbjöds tolv arkitektkontor att deltaga. I november 2013 utsågs de tre finalisterna: David Chipperfield Architects, England/Tyskland, Wingårdh arkitektkontor, Sverige och Johan Celsing Arkitektkontor, Sverige.
I april 2014 utsågs David Chipperfields och Christoph Felgers förslag Nobelhuset, med "mässingsskimrande fasad med vertikala element och glas", till vinnare. Den preliminära bebyggelseplanen omfattade hela det triangulärt formade området mellan Hovslagargatan i norr, Ladugårdslandsviken i öster och söder samt Museiparken i väster. 
Byggnaden var tänkt att placeras i den norra delen av planområdet vid en ny entréplats som skulle möta Hovslagargatan. Planförslaget medgav en byggnad som var 65 meter lång och 38 meter bred samt 35 meter hög över stadens nollplan (cirka 32 meter över gatuplan). Högst upp i byggnaden skulle ett auditorium placeras, där Nobelpriset eventuellt skulle komma att delas ut årligen. Om utdelningen skulle flyttas från nuvarande Konserthuset blev dock aldrig bestämt. Auditoriet skulle ha plats för 800 sittande besökare, men skulle kunnat utökas till minst 1 100 personer vid större evenemang. Totalt omfattade Nobelcenter cirka 17 900 m² BTA. 
Marken runt byggnaden var tänkt att utformas som en sammanhängande yta från Hovslagargatan till Blasieholmens sydöstra udde. Även vattenområdet inrymdes för att säkerställa att sjötrafiken kan angöra platsen.

## Befintliga förhållanden

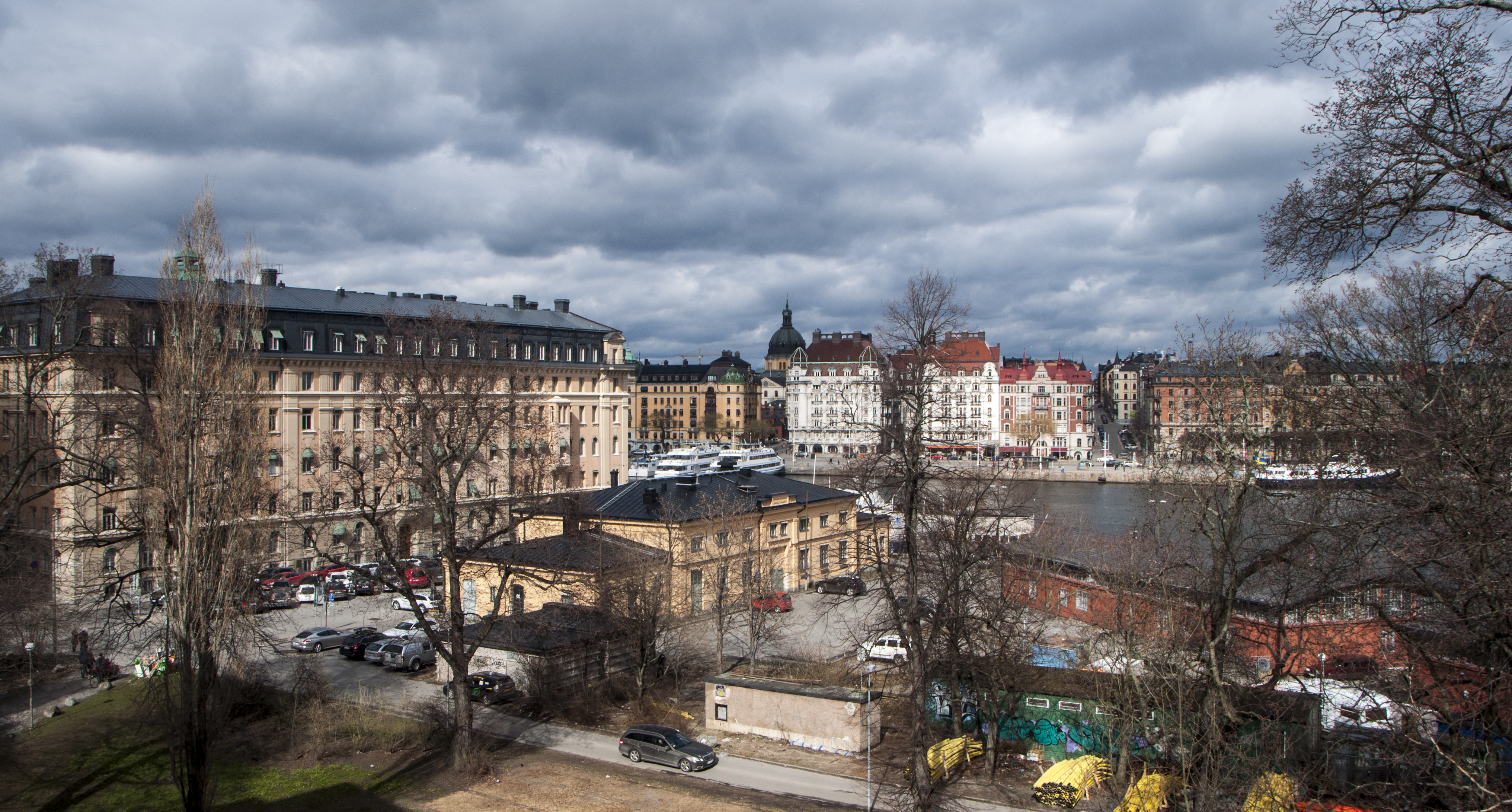
Planområdet sett från Nationalmuseum.

Blasieholmsuddens kulturhistoriska värden bedöms som mycket stora. I området ligger det statliga byggnadsminnet Nationalmuseum med Museiparken. Blasieholmsudden utgör en övergångszon mellan stenstadens kvartersstruktur och promenadstråken på  Skeppsholmen. Närmast vattnet finns Tullhuset från 1876, ritat av Axel Nyström, samt två hamnmagasin uppförda 1910, vilka vittnar om den förr så livliga hamnverksamheten vid Nybroviken. Byggnaderna har bedömts som kulturhistoriskt särskilt värdefulla (grönklassade) av Stockholms stadsmuseum.   
I strid med kulturhistoriska värden gav arkitekttävlingen om Nobelcenter i sitt program möjligheten att ta bort hamnmiljön, vilket alla tre finalister utnyttjade. 

## Diskussion

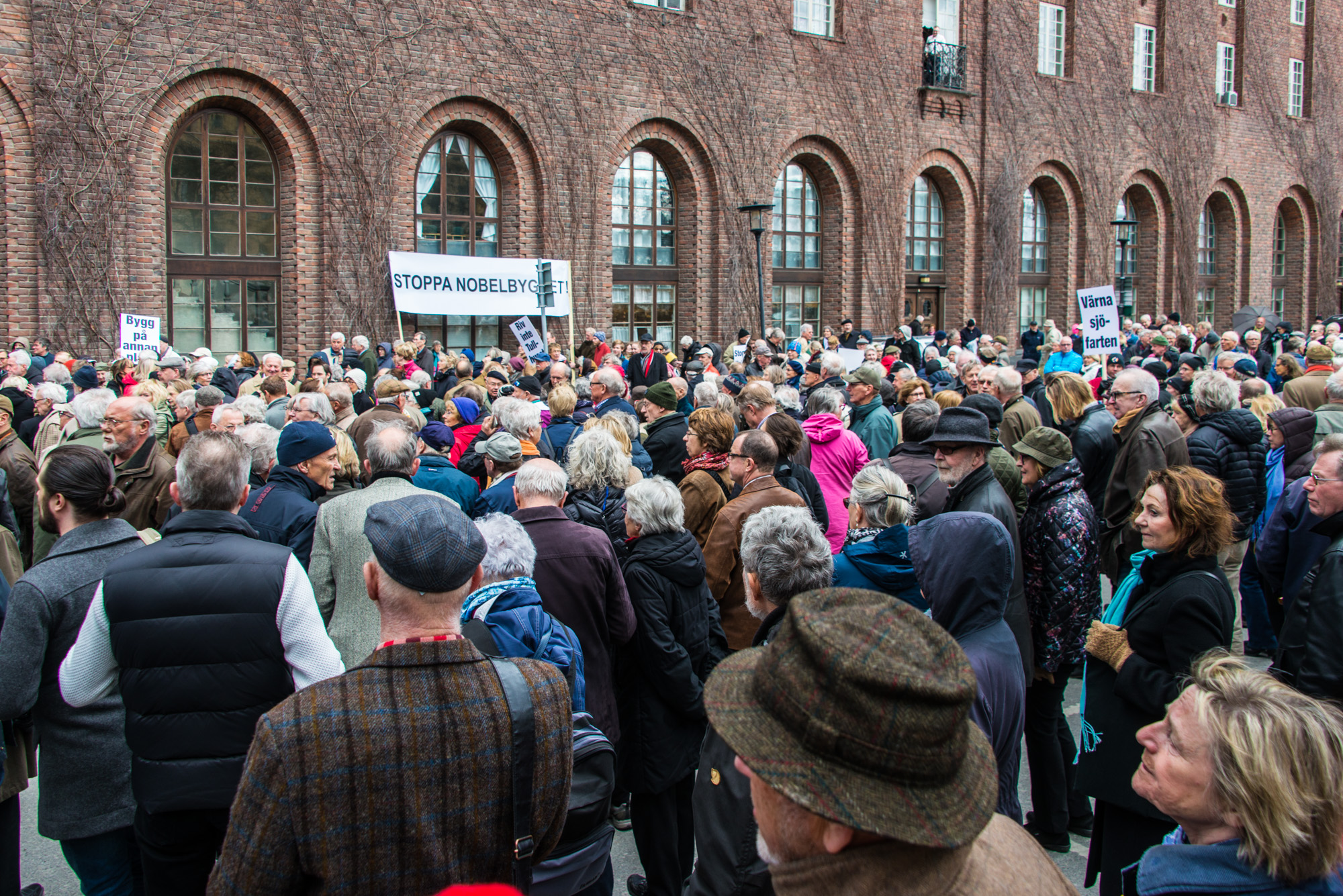
Stoppa Nobelbygget-demonstration utanför Stockholms Stadshus i april 2016.

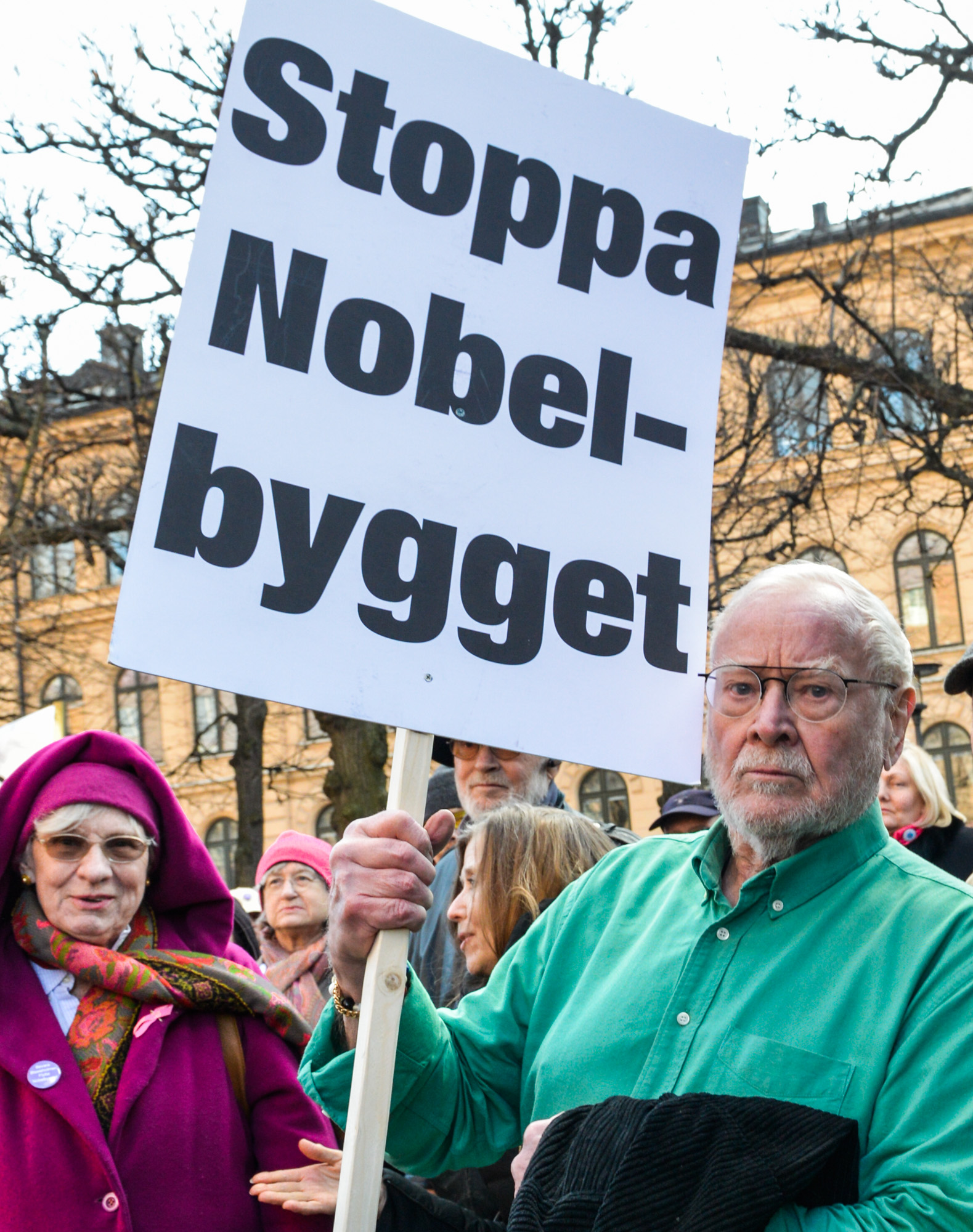
Jan Malmsjö i Stoppa Nobelbygget-demonstration april 2016.

Kritiker hävdar att de föreslagna byggnaderna var för dominerande och att utformningen inte i samklang med övrig arkitektur, samt att Tullhuset och hamnmagasinen/skjulen, som enda kvarvarande av sitt slag i Stockholms hamn, måste bevaras. Organisationen Stockholms sjögård framhöll att museer och andra kulturbyggnader inte nödvändigtvis måste ligga vid kajer men att båtar måste just det. 
Skärgårdens trafikantförening riktade kritik mot planerna därför att skärgårdstrafiken och Djurgårdsfärjorna skulle mista kajplatser för fartyg som för tillfället inte är i trafik. Även reservkajplatser och fartygsverkstäder skulle gå förlorade. Arkitekten Peder Wallenberg var mycket kritisk till projektets omfattning, att Tullhuset skulle rivas samt hur Nobelstiftelsen skulle få öronmärkta forskningsmedel från Wallenbergstiftelsen för att finansiera bygget.
Arkitekturskribenten Tomas Lauri försvarade projektet med att en offentlig byggnad av Nobelcenters dignitet inte får styras av rädsla för förändring utan måste få vara konstnärlig och kontroversiell.
Remissinstanserna Länsstyrelsen, Skönhetsrådet, Kulturförvaltningen och Stadsmuseet i Stockholm ställde sig kritiska till planerna. I september 2015 lade Stockholms stad och Nobelcenter fram ett reviderat förslag. Centret skulle bli lägre (32 meter) och kortare, utan tidigare planerat underjordiskt garage. Sedan en majoritet i kommunfullmäktige i Stockholm (M+S+C) antagit detaljplanen för Nobel Center den 25 april 2016 överklagade Statens Fastighetsverk med flera detaljplanebeslutet. Vid denna tid uttalade Kung Carl XVI Gustaf sin skepsis, "...det är ett vällovligt projekt, men det går ju att flytta på byggnaden".
I maj 2018 beslutade Mark- och miljödomstolen att upphäva Stockholms stads beslut om detaljplan, med motiveringen att den skulle innebära ”påtaglig skada på riksintresset” för kulturmiljövården på Blasieholmen. Stadens dåvarande politiska majoritet överklagade domstolens beslut; ett överklagande som egentligen skulle ha varit inlämnat den 12 juni men som erhållit dispens till den 19 oktober. Dock uppmanade liberala oppositionsborgarrådet Lotta Edholm staden att inte överklaga.. Efter valet 2018 beslutade en nybildad majoritet i Stockholms stadshus att dra tillbaka stadens överklagande. Därför avskrev mark- och miljööverdomstolen ärendet den 11 december 2018. Därmed avfördes slutligen bygget av Nobel Center.